# Consume the Forsaken
Consume the Forsaken är det amerikanska death metal-bandet Disgorges tredje studioalbum, släppt maj 2002 av skivbolaget Unique Leader Records.

## Låtförteckning
1. "Demise of the Trinity" – 3:23
2. "Perverse Manifestation" – 4:28
3. "Manipulation of Faith" – 3:11
4. "Consecrating the Reviled" – 2:35
5. "Indulging Dismemberment of a Mutilating Breed" – 2:53
6. "Consume the Forsaken" – 3:38
7. "Dissecting thee Apostles" – 3:05
8. "Denied Existence" – 3:44
9. "Divine Suffering" – 4:45

Text och musik: Disgorge

## Medverkande
Musiker (Disgorge-medlemmar)
- A.J. Magana – sång
- Diego Sanchez – gitarr
- Ricky Myers – trummor
- Ben Marlin – basgitarr

Produktion
- Chris Wisco (Chris Djuricic) – producent, ljudtekniker, ljudmix
- Colin Davis – mastering
- Jon Zig – omslagskonst
- Lord Lustmord – layout
- Derek Boyer – layout
- Larisa Myers – foto
- Vic Mendoza – logo